# Ford Taurus X
De Ford Taurus X was een middelgrote cross-over van Ford voor de Noord-Amerikaanse markt.

## Eerste generatie (2005 - 2007)
De eerste generatie werd in 2005 op de markt gebracht als de Ford Freestyle, als de opvolger van de Ford Taurus-stationwagenuitvoering. Deze generatie was beschikbaar in vierwielaandrijving en voorwielaandrijving.
Verkoopcijfers:
- 2004: 8.509
- 2005: 76.739
- 2006: 58.602
- 2007: 23.765

## Tweede generatie (2008 - 2009)
Analoog met het doorontwikkelen van de Ford Five Hundred tot de nieuwe Ford Taurus werd de Ford Freestyle in de tweede generatie hernoemd naar Ford Taurus X. Samen met de vijfde generatie Ford Taurus eindigde de Ford Taurus X in 2009 als product. Deze generatie was beschikbaar in vierwielaandrijving en voorwielaandrijving.
Verkoopcijfers:
- 2007: 18.345
- 2008: 23.112
- 2009: 6.106